# Pegomya atriplicis
Pegomya atriplicis är en tvåvingeart som beskrevs av Goureau 1851. Pegomya atriplicis ingår i släktet Pegomya och familjen blomsterflugor.
Artens utbredningsområde är Frankrike. Inga underarter finns listade i Catalogue of Life.